# 宇宙 (数学)
数理論理学において、構造 (もしくはモデル) の宇宙（うちゅう、英: Universe）とは議論領域のことである。
数学、とりわけ集合論や数学基礎論における宇宙とは、特定の状況において考察される実体のすべてを元として含むような類のことである。このアイデアにはいくつものバージョンがあるため、項目を分けて説明する。

## ある特定の文脈において
おそらく最も単純なバージョンは、研究対象が特定の集合で閉じている限り、任意の集合が宇宙であるというものである。
もし研究対象が実数として形式化されていれば、実数の集合である実数直線 R は考察下において宇宙になりうる。
これは1870年代から1880年代にかけてゲオルク・カントールが実解析の応用として、初の現代的な集合論と濃度の開発に用いた宇宙である。
カントールが当時興味を持っていた集合は、R の部分集合だった。
この宇宙の概念はベン図の使用に反映されている。
ベン図において、作用は伝統的に宇宙 U を表す大きな四角形の内部に生じる。
一般的に集合が U の部分集合であれば、それは円によって表現される。集合 A の補集合は A の円の外側の四角形の部分によって与えられている。
厳密に言えば、これは U に相対な A の 相対補集合 {\displaystyle U\backslash A}であり、U が宇宙であるという文脈においては、A の絶対補集合 {\displaystyle A^{C}}とみなされる。
同様に、空積集合の概念があり、これは 0 個の集合 (集合がないという意味で、空集合ではない) の共通部分となる。
宇宙抜きでは、空積集合は絶対にすべてのものの集合となりうるが、これは一般的に不可能とみなす。しかし宇宙が想定されていれば、空積集合は考察下のすべてのものの集合 U として扱われる。
これらの規則は、ブール束に基礎付けられるような基本的な集合論へのアプローチにおいて非常に有用である。
新基礎集合論のような公理的集合論のいくつかの非標準的形式を除いて、すべての集合の公理的集合論は相対的可補束のようなブール束でない。
対照的に、U のべき集合はブール束である。
上記の補集合の説明は、ブール束における補演算である。一方で U と空積集合はブール束において、最大元 (もしくは空交差)を提供している。
すると交差と結合の補集合を扱うド・モルガンの法則に適用でき、さらに空集合である空交差と空結合にも適応できる。

## 通常の数学
しかし、与えられた X (カントールの場合には、 X = R) の部分集合を考えれば、宇宙は X の部分集合の集合の存在を要請する。
(例えば、X の位相は X の部分集合の集合である。)
X の様々な部分集合の集合は、それ自体は X の部分集合にならないが、代わりに X の冪集合 PX の要素はX の部分集合になる。
これに続き、研究対象は宇宙が P(PX) になるような場合における X の部分集合の集合などを構成する。
言い換えれば、X 上の二項関係 (デカルト積の部分集合 X × X) 、もしくは X からそれ自身への写像を考えれば、P(X × X) もしくは XX のような宇宙が要請される。
したがって、主要な関心が X であっても、 X よりもかなり大きな宇宙が必要とされることになる。
上記のアイデアに続いて、X の宇宙としての 上部構造 が要請される。
これは次のような再帰的構造によって定義される。
- S0X を X 自身とする。
- S1X を X と PX の和集合とする。
- S2X を S1X と P(S1X) の和集合とする。
- 一般に、Sn+1X を SnX と P(SnX) の和集合とする。

次に X の上部構造 SX が S0X 、S1X 、S2X などの和集合とする。つまり、
{\displaystyle \mathbf {S} X:=\bigcup _{i=0}^{\infty }\mathbf {S} _{i}X{\mbox{.}}\!}
集合 X の開始地点がどこであろうと、空集合 {} は S1X に属することに注意すること。空集合はフォン・ノイマン順序数 [0] である。さらに元が空集合のみの集合 {[0]} は、S2X に属する。これはフォン・ノイマン順序数 [1] である。同様に、{[1]} は S3X に属し、さらに {[0]} と {[1]} の和集合 {[0], [1]} も属するため、これはフォン・ノイマン順序数 [2] となる。このプロセスを続けていけば、すべての 自然数 はフォン・ノイマン順序数による上部構造の内部において表現される。次に、もし x と y が上部構造に属していれば、{{x}, {x, y}} が順序対 (x, y) を表現することになる。従って、上部構造は要求される様々なデカルト積を含んでいることになる。さらに、関数と関係もデカルト積として表現されるため、これらも上部構造に含まれる。このプロセスは、定義域がフォン・ノイマン順序数 [n] の関数などとして表現されるような n-tuples に対しても与えられる。
そのため、もし開始地点がちょうど X = {} ならば、数学で必要となる多くの集合は {} 上の上部構造の要素として現れる。しかし、S{} の要素のそれぞれは有限集合であろう！
自然数のひとつひとつはそれに属すが、すべての自然数の集合 N は属さない（それは S{} の部分集合であるにもかかわらず）。実際、X 上の上部構造はすべての遺伝的有限集合から成る。このように、それは有限主義者の数学の宇宙と考えられる。時代をさかのぼれば、19世紀の有限主義者レオポルト・クロネッカーはこの宇宙において仕事をしたことが思い出される。彼は、それぞれの自然数は存在するが、集合 N（完全な無限）は存在しないと信じていた。
しかし、S{} は通常の（有限主義者ではない）数学者にとっては不足である。なぜなら、N が S{} の部分集合として利用可能であるとはいえ、依然として N の冪集合は利用不可能だからである。特に、実数の任意の集合は利用不可能である。そのため、もう一度上記のプロセスを開始して S(S{}) を形成する必要があるだろう。しかし、物事を単純に保つために、自然数の集合 N は所与として SN を形成し、N 上の上部構造をとってもよい。これはしばしば通常の数学の宇宙であると考えられる。通常研究される数学のすべてはこの宇宙の要素を参照していると考えるということである。例えば、普通の実数の構成（デデキントの切断）はどれも SN に属している。超準解析も自然数の超準モデル上の上部構造において行うことができる。
宇宙が関心のある任意の集合 U であった前節からの哲学のわずかな転換に注意しよう。研究される集合は、前節では宇宙の部分集合であったが、本節では宇宙の要素である。したがって、P(SX) はブール束であるが、関連するもの SX 自体はそうではない。結果として、上部構造の宇宙を前節の冪集合の宇宙であるとみて、それにブール束とベン図の概念を直接的に適用することはまれである。そのかわりに、個々のブール束 PA を用いて作業することができる。ここで、A は SX に属する任意の関連する集合である。すると、PA は SX の部分集合である（そして、実際に SX に属する）。カントールの場合 X = R では特に、実数の任意の集合は利用可能ではないので、実際にもう一度上記のプロセスを開始する必要があるだろう。

## 集合論
SNは通常の数学の宇宙であるという主張に正確な意味を与えることは可能である。すなわち、それはツェルメロ集合論のモデルである。公理的集合論は元来1908年にエルンスト・ツェルメロによって開発された。ツェルメロ集合論は"通常の"数学を公理化することができるため、カントールによって三十年早く始められたプログラムを達成して、確実に成功した。しかし、ツェルメロ集合論は公理的集合論および数学基礎論、特にモデル理論における他の研究のさらなる発展にとって不十分であった。劇的な例として、上述の上部構造プロセスの記述はツェルメロ集合論においてそれ自身実行できないことが挙げられる。最終ステップとして、無限和 (infinitary union) としてのSを形成するための置換公理が必要である。置換公理は、ツェルメロ＝フレンケル集合論を形成するように1922年にツェルメロ集合論に付加された。この公理集合は今日最も広く受け入れられている。そのため、通常の数学がSNにおいてなされるのに対し、SNの議論は"通常の"数学を越えてメタ数学の領域となる。
しかし、もし超冪集合論が持ち込まれた場合、上記の上部構造のプロセスそれ自体は明らかに超限帰納法のはじまりに過ぎない。
空集合 X = {} に戻って、Si{} に対する Vi 、V0 = {} 、V1 = P{} などの (標準的な) 記法を導入する。
しかし、"上部構造" と呼ばれるものは、ω が1つ目の有限順序数とすれば、リスト Vω の次の項目となる。
これは次のような任意の順序数に拡張される。
{\displaystyle V_{i}:=\bigcup _{j<i}\mathbf {P} V_{j}\!}
任意の 順序数 i に対して Vi を定義する。
Vi のすべての和集合は次のようにフォン・ノイマン宇宙 V となる。
{\displaystyle V:=\bigcup _{i}V_{i}\!}.
Vi は各々すべてが集合であることに注意すること。しかしこれらの和集合 V は真の類である。
置換公理と同時期にZFにを加られた正則性公理は、すべての 集合が V に属することを主張している。
クルト・ゲーデルの構成可能集合 L と構成可能公理
到達不能基数は ZF のモデルと加法性公理を生じ、さらにグロタンディーク宇宙の集合の存在と等価である。

## 圏論
圏論に歴史的につながる宇宙への別のアプローチの方法がある。これはグロタンディーク宇宙と呼ばれる。大まかに言えば、グロタンディーク宇宙とは集合論の通常実行されるすべての操作を内部にもつ集合である。例えば、グロタンディーク宇宙 U における2つの集合の和集合も U の内部にある。同様に、共通部分、順序対、冪集合などもまた U の内部にある。これは上記の上部構造に類似している。グロタンディーク宇宙の利点は、それが実際の集合であって真のクラスではないことである。グロタンディーク宇宙の難点は、厳密さを欲するなら、グロタンディーク宇宙を捨てなければならないことである。
最も一般的なグロタンディーク宇宙 U の用途はすべての集合の圏を U で置き換えるものである。S ∈U のとき、U-large でないなら、集合S は U-small となる。すべての U-small 集合の圏 U-Set は、すべての U-small の集合を対象として、それらの集合の間のすべての関数を射としてもつ。対象の集合と射の集合の両方共集合であり、このことが真のクラスを用いることなく "すべての" 集合の圏を議論することを可能にしている。すると、この新しい圏の観点から別の圏の定義が可能になる。例えば、すべての U-small 圏の圏は宇宙 U の内部において、すべての対象の集合と射の集合の圏の圏になる。すると通常の集合論の独立変数が、すべての圏の圏に適用される。さらに誤って真のクラスに対して言及する心配もなくなる。なぜならグロタンディーク宇宙は非常に広大であり、これはありとあらゆる数学的構造を充足させるからだ。
グロタンディーク宇宙において作業している場合、数学者はしばしば宇宙の公理を仮定する。"任意の集合 x に対し、x ∈U となるような宇宙 U が存在する。" この公理の重要な点は、任意の集合がいくつかの U に対して U-small が検討できることである。つまり一般的なグロタンディーク宇宙に内部で、任意の独立変数が適用されるということである。この公理は強到達不能基数の存在と密接に関係している。